# ФК Травник
Фудбалски клуб Травник је фудбалски клуб из Травника у Босни и Херцеговини, члан је Премијер лиге Босне и Херцуговине.
Клуб је основан 1922. Играо је од 1966 у Другој лиги СФРЈ. После самосталности Босне и Херцеговине највећи успех остварио је пласманом у Прву лигу Федерације Босне и Херцеговине, а касније и у Премијер лигу Босне и Херцеговине. 
У Транику су своју фудбалску каријеру започели и многи познати као што су Мирослав Блажевић-Ћиро, Алојз Ренић-Лоско, Ранко Планинчић-Баба, Енвер Хаџиабдић-Еки и други.
Своје утакмице НК Травник игра на стадиону Пирота, која има капацитет од 4000 гледалаца.
Навијачи клуба себе називају Герила Травник